# Dolž

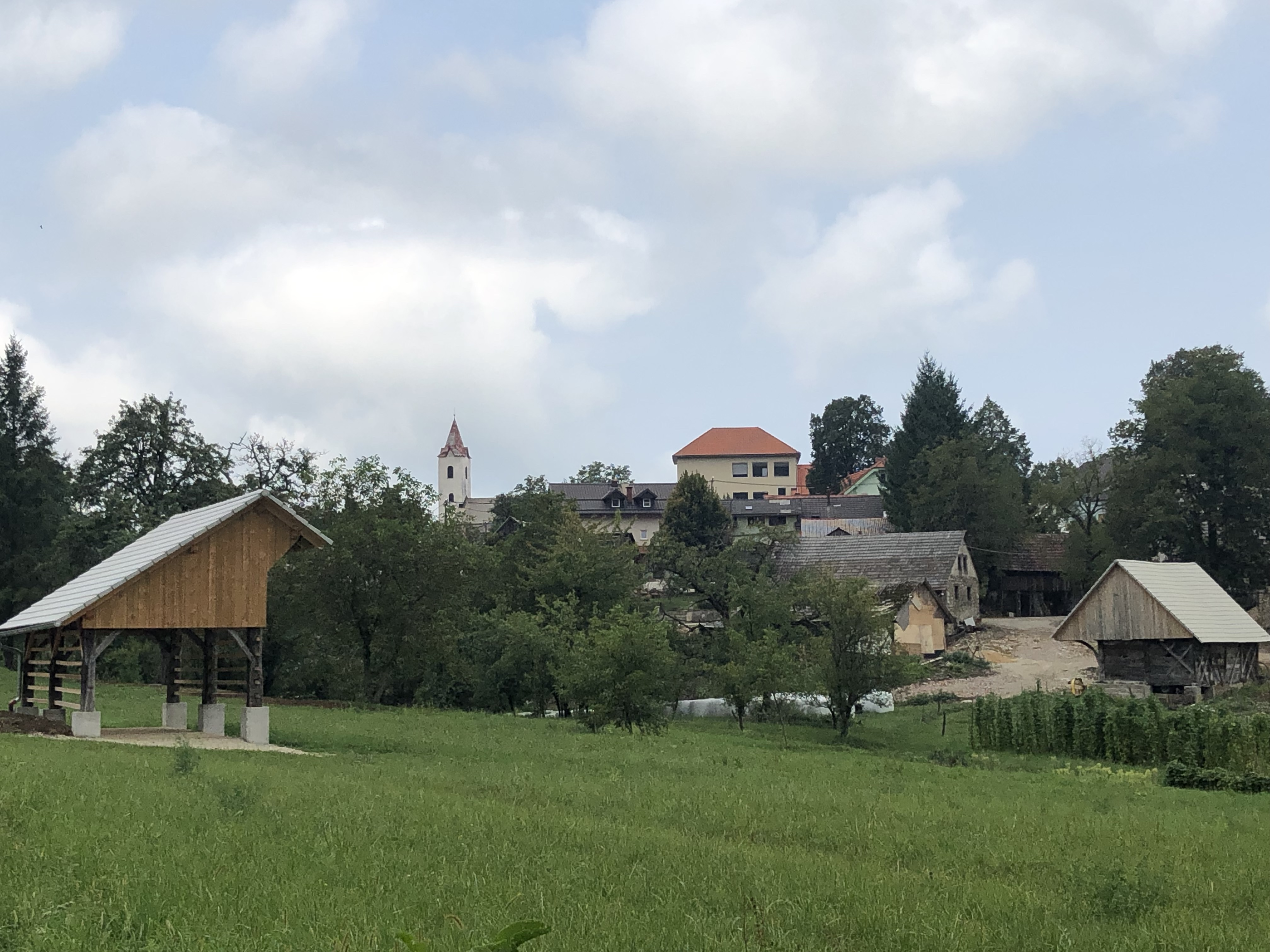

Dolž – wieś w Słowenii, w gminie miejskiej Novo mesto. W 2018 roku liczyła 323 mieszkańców. 